# Thomas J. Hudner, Jr.
Thomas Jerome Hudner Jr. (31 augustus 1924 - 13 november 2017) was een officier en piloot van de Amerikaanse marine. Hij klom op tot kapitein dat is de Navy equivalent van Kolonel bij de land- of Luchtmacht, en ontving de Medal of Honor voor zijn pogingen om het leven van zijn wingman, tweede luitenant Jesse L. Brown, te redden tijdens de Slag om het Choisinreservoir in de Koreaanse Oorlog .
Hudner, geboren in Fall River, Massachusetts, ontving zijn educatie aan de Phillips Academy en de United States Naval Academy. Aanvankelijk was hij niet geïnteresseerd in de luchtvaart, maar is uiteindelijk toch gaan vliegen en werd hij geplaatst bij Fighter Squadron 32, waar hij bij het uitbreken van de Koreaanse Oorlog met de F4U Corsair vloog. Na zijn arriveren in de buurt van Korea in oktober 1950, vloog hij luchtsteun missies vanaf het vliegdekschip USS Leyte .
Op 4 december 1950 behoorden Hudner en Brown tot een groep piloten op patrouille in de buurt van het Chosin Reservoir toen Brown's vliegtuig werd getroffen door grondvuur van Chinese troepen en hierdoor even later een noodlanding moest maken. In een poging om Brown te redden uit zijn brandende vliegtuig maakte Hudner opzettelijk een noodlanding met zijn eigen vliegtuig op een besneeuwde berg om Brown te helpen. Ondanks deze inspanningen stierf Brown aan zijn verwondingen en werd Hudner gedwongen te evacueren nadat ook hij gewond aan zijn rug was geraakt bij de landing.
Na het incident bekleedde Hudner functies aan boord van verschillende schepen van de Amerikaanse marine en bij een aantal luchtvaarteenheden, waaronder een korte periode als kapitein-luitenant-ter-zee op de USS Kitty Hawk tijdens een uitzending naar de oorlog in Vietnam, voordat hij in 1973 met pensioen ging. In de jaren daarna werkte hij voor verschillende veteranenorganisaties in de Verenigde Staten. 
De Arleigh Burkeklasse torpedobootjager USS Thomas Hudner is naar hem vernoemd.